# Медицинские перчатки

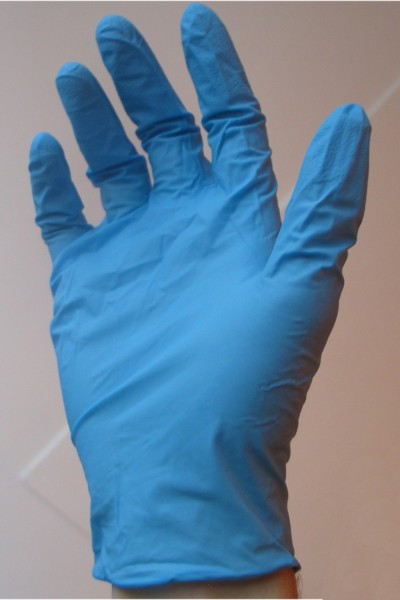
Синяя нитриловая медицинская перчатка

Медицинские перчатки — одноразовые защитные перчатки. Используются при оказании медицинской помощи, чтобы защитить лицо оказывающее помощь от инфекций пациента. Одновременно перчатки защищают пациента от инфекций человека оказывающего ему медицинскую помощь (в том числе доврачебную). Перчатки могут быть изготовлены из различных материалов. На внутреннюю поверхность перчаток может быть нанесена присыпка для облегчения надевания их на руки.
Помимо медицинской помощи и различного рода санитарных манипуляций одноразовые перчатки также используются в химических и других лабораториях.

## История
Венгерский хирург И. Ф. Земмельвайс первым в 1847 году предположил, что послеоперационные раневые инфекции возникают вследствие бактерий, проникающих в рану с необработанных инструментов и рук хирургов. Земмельвайс первым начал применять методы асептики на практике, предположил, что инфекцию приносят из инфекционного и патологоанатомического отделений больницы врачи, и обязал персонал больницы перед манипуляциями с беременными и роженицами обеззараживать руки раствором хлорной извести, благодаря чему смертность среди женщин и новорождённых упала с 18 до 2,5 %.
Впервые медицинские перчатки стали применяться в Больнице Джонса Хопкинса в Балтиморе, США. В 1889 году Кэролайн Хэмптон, главная хирургическая медсестра этой больницы, впервые перед операцией надела тонкие резиновые перчатки, а через несколько недель перчатками стал пользоваться и остальной персонал. В результате 10 лет частота послеоперационных инфекций снизилась с 17% до менее чем 2%. 
Первые одноразовые медицинские перчатки были изготовлены в 1964 году компанией Ansell, основанной в 1905 году в Мельбурне Эриком Анселлом.

## Описание
Медицинские перчатки традиционно изготавливаются из латекса с присыпкой из кукурузного крахмала внутри для облегчения при надевании. Кукурузный крахмал заменил присыпку из ликоподия и/или талька, а поскольку даже кукурузный крахмал может препятствовать выздоровлению, если он попадает в ткани (как во время хирургической операции), всё чаще при операциях и других чувствительных процедурах перчатки используются без присыпки. Для изготовления перчаток без крахмального порошка используются специальные производственные процессы.
Существуют два основных вида перчаток: смотровые (или диагностические) и хирургические. Хирургические перчатки делаются более точного размера (нумерация размеров обычно от 5,5 до 9) и изготавливаются по высшей спецификации.
Из-за возрастающего уровня аллергии на латекс среди медицинских работников, а также в широких слоях населения, наблюдается тенденция к переходу на перчатки из материалов без латекса, таких как винил или нитрильный каучук. Тем не менее, эти перчатки ещё не заменили латексные в хирургических процедурах, как перчатки из альтернативных материалов, потому что они не дают такую полную свободу и высокую чувствительность при касании, как хирургические перчатки из латекса. Высококлассные перчатки не из латекса (как, например, нитрильные) также стоят в два раза дороже их латексного аналога, что зачастую мешает переходу на использование этих альтернативных материалов в чувствительных к расходам учреждениях, подобно многим больницам.
Все свойства (характеристики) медицинских перчаток можно разделить на 3 основные группы: основные — присутствуют в любой перчатке, дополнительные — могут быть у специализированных перчаток, сомнительные — различные маркетинговые уловки производителей и поставщиков, призванные, в том числе, снизить возможную конкуренцию.
К основным свойствам медицинской перчатки относятся:
Основным материалом изготовления является латекс — эмульсия частиц каучука в водном растворе. Существуют природные или синтетические каучуки, в зависимости от вида каучука различают натуральный латекс, а также нитрильный, полиизопренов, полихлоропреновый латексы и винил (поливинилхлоридный, «пластиковый» латекс).
Натуральный латекс более чем на 60 % состоит из полиизопреновых частиц, что позволяет считать полиизопреновые перчатки наиболее близкими по своим свойствам к обычным латексным. Достоинства натурального латекса широко известны: перчатки из такого материала хорошо тянутся, облегают руку, мягкие и эластичные. В то же время, они содержат значительное количество белков, вызывающих аллергические реакции и малоустойчивы к воздействию спиртов, масел, эфиров. Мировой стандарт наличия белков в перчатке из натурального латекса — менее 50 мкг/г, определяется по методу Лоури (колориметрический метод). Ряд производителей предлагают перчатки с уровнем белков менее 20 мкг/г, а в начале 2011 года появились перчатки из натурального латекса, полностью очищенные от белков (технология MPXX — maximum protection).
Нитриловый латекс отлично противостоит действию спиртов, альдегидов, фенолов и кислот, что позволяет использовать нитриловые перчатки в лабораториях, при работе с агрессивными средами, при уборке помещений в ЛПУ. Кроме того, синтетические перчатки абсолютно не аллергенные, так как не содержат белков, но, тем не менее, очень часто вызывают контактные дерматиты при длительной работе. Называть нитриловые перчатки гипоаллергенными нельзя. К недостаткам нитриловых перчаток относят невысокую эластичность и растяжимость, что препятствует их широкому использованию в хирургии.
Полихлоропреновые (неопренов) и полиизопренов перчатки являются достаточно дорогими, поэтому в основном их используют в качестве хирургических перчаток. Обоснованной необходимости использовать смотровые перчатки из неопрена и полихлоропрена не существует, так как по степени устойчивости к химическим веществам они аналогичны нитриловым. В то же время, использование подобных перчаток во время хирургических операций позволяет обеспечивать высший уровень защиты для всех членов хирургической бригады.
Виниловые перчатки, произведённые из ПВХ — поливинилхлорида, недолговечного и достаточно вредного вещества. Эти перчатки дёшевы, но имеют один важный недостаток: лёгкую проницаемость для любых белков (в том числе белков крови) и микроорганизмов, что не позволяет использовать их даже для кратковременного осмотра пациентов.
В настоящее время существуют перчатки, имеющие 2 различных слоя. Внутренний слой из полимера (полиуретана или силикона) призван придавать перчатке дополнительную прочность и изолировать кожу от действия протеинов натурального латекса, однако на практике, зачастую это оказывается атрибутом, который значительно увеличивает стоимость перчатки и используется многими импортёрами и производителями на территории России для искусственного ограничения числа конкурентов, участвующих в государственных конкурсах. Так же существуют перчатки с антибактериальным внутренним слоем, который должен смягчать инфекционную нагрузку на кожу рук, особенно при повреждении перчатки, однако, этот слой является лишь маркетинговым ходом и ещё одним способом для ЛПУ в государственном тендере купить перчатки именно у «своих» поставщиков. В случае если во время операции врач случайно порежет перчатку — его не спасёт никакой внутренний антибактериальный слой, к тому же, антисептик нанесённый внутри обычно очень слабый и довольно быстро теряет свои свойства, пока перчатка находится на складе. Из «активных» внутренних покрытий можно так же выделить покрытие с увлажняющим и регенерирующим гелем, которое так же является одной из маркетинговых уловок.
Негативные свойства пудры, применяемой при изготовлении перчаток известны достаточно широко. Изначально использование пудры было обусловлено технологическим процессом производства, для препятствования слипания стенок после снятия с формы. В этом случае, для изготовления неопудренных перчаток применялась многоступенчатая очистка и промывка, что приводило к значительной разнице в цене между опудренными и неопудренными перчатками. В настоящее время, подобная очистка применяется только производителями с устаревшим оборудованием, на большинстве предприятий пудра исключена из технологического процесса, что позволило значительно снизить разницу в цене. Для того, чтобы перчатки не слипались после снятия с формы на большинстве заводов используется модификация поверхности — об этом процессе будет рассказано далее.
Пудра является сильнейшим абсорбентом, притягивающим и удерживающим белки и микроорганизмы. Таким образом, она является источником инфекционной опасности, и усиливает аллергическое действие натурального латекса на кожу. Многочисленные исследование показали значительную роль пудры в возникновении послеоперационных осложнений, спаек и рубцов, возникновении аллергических реакций как у пациентов, так и у персонала ЛПУ, распространении внутрибольничных инфекций. Но, тем не менее, опудренные перчатки широко используются для кратковременных манипуляций (до 10 минут в среднем). В этом случае, пудра не успевает раствориться в перчаточном соке и её влияние на кожу минимально.
Текстура наружной поверхности позволяет улучшить захват медицинского инструмента. При производстве текстурированная поверхность образуется при использовании растворов формователей — химических веществ, воздействующих на внешнюю поверхность ещё не готовой, не полностью высохшей перчатки. Необходимо в целом разделять понятия текстурированной (textured) и микрошероховатой (micro rough) поверхности. Во втором случае, поверхность перчатки изменяется крайне мало и в целом по своим контактным свойствам микрошероховатая поверхность ближе к гладкой, чем к текстурированной. Кроме того, важно обратить внимание, что российские ГОСТы требуют от производителя обеспечить минимальную толщину гладких участков смотровых перчаток в 0,08 мм, а текстурированных — 0,11 мм. Для хирургических перчаток эти значения составляют соответственно 0,10 и 0,13 мм. Ни гладкая перчатка с толщиной 0,07 мм, ни текстурированная перчатка с толщиной 0,10 мм не могут применяться в медицинских целях.
Валик является конструктивным элементом перчатки, при помощи которого обеспечивается фиксация перчатки на запястье. Основное требование к перчаткам с валиком — валик должен быть скручен внутрь перчатки, в случае если он скатан наружу пространство между валиком и наружной поверхностью перчатки является источником значительной инфекционной опасности. При хирургической операции это пространство не может быть обработано кожным антисептиком и является своеобразным хранилищем для переноски бактерий. При отсутствии валика, обязательным компонентом перчатки должна быть усиленная или армированная манжета, плотно облегающая запястье. Перчатки без валика без усиленной манжеты производятся из обычных путём простого обрезания валика, не облегают и не держаться на запястье и их применение не оправдано.
AQL (англ. Допустимый уровень качества, Гарантированный Уровень Качества) — максимальное допустимое количество дефектов в партии образцов определённого размера. AQL — один из важнейших показателей качества для массового производства. При проверке по методу AQL — допустимого уровня качества — определённое количество образцов изготовленной продукции отбирается согласно тщательно определённой процедуре для случайного тестирования. Эти выборочно отобранные образцы затем тестируются в соответствии с утверждёнными государственными стандартами и спецификациями. Основываясь на полученных результатах, может быть сделан вывод о качестве всей партии продукции. Чем выше требования к качеству продукта, тем строже предписания по проведению тестирования.
В основном, проводят тестирование медицинских перчаток на водонепроницаемость. Это процедура для определения способности удерживать воду. В перчатку заливается 1000 мл. воды, при этом перчатка не должна протекать в течение определённого периода времени.
Таким образом, AQL является статистической процедурой определения качества перчатки.
Самый низкий уровень AQL, разрешённый для медицинской перчатки по российскому ГОСТ — 2,5, по европейскому стандарту EN 455 — 1,5. Существуют медицинские перчатки с AQL, равным 1,0 или 0,65. Наглядно данный показатель можно оценить как вероятность наличия бракованных экземпляров в партии из 1000 коробок перчаток по 50 пар в каждой. При AQL 2,5 вероятность того, что в коробке не окажется бракованных перчаток составляет всего 3 %, то есть практически каждая коробка из партии будет содержать один, два или больше дефектных экземпляров. При AQL 1.5 вероятность наличия в коробке дефектных изделий можно оценить в 22 %, а при AQL 1.0 — в 6-8 %.
Таким образом, незначительно повышение уровня AQL ведёт к значительному гарантированному снижению количества дефектных перчаток в партии.
Как уже упоминалось выше, российские ГОСТы (52238 — 2004 и 52239 — 2004) требуют от производителя обеспечить минимальную толщину гладких участков смотровых перчаток в 0,08 мм, а текстурированных — 0,11 мм. Для хирургических перчаток эти значения составляют соответственно 0,10 и 0,13 мм.
Длина смотровой перчатки не должна быть меньше 220 мм, для хирургической перчатки — 255 мм. Более того, европейские стандарты EN 455 ещё более жёсткие и не допускают длины меньше 240 и 280 мм для смотровых и хирургических перчаток соответственно.
В то же время всё больше и больше диагностических перчаток производится с длиной не менее 290 мм. Длинные перчатки необходимы при использовании их в качестве защитных от вредных химических воздействий — в лабораториях, при уборке, при работе с цитостатиками или для защиты от вирусных инфекций (согласно ГОСТ Р ЕН 374 — "перчатки, защищающие от химических веществ и микроорганизмов).
К дополнительным свойствам медицинской перчатки можно отнести следующие
ГОСТ 52238 — 2004 указывает наличие анатомической формы как обязательно условие отнесения данной перчатки к хирургическим. В целом, анатомической называют форму перчатки с вынесенным вперёд большим пальцем, что значительно снижает усталость кисти при работе и проведении длительных хирургических операций. Перчатки анатомической формы дороже в изготовлении, чем обычной (плоской) формы и могут быть надеты только на соответствующую — правую или левую — руку. Для более точного подбора размеров для таких перчаток используются цифровые (от 5,5 до 9) обозначения вместо обычных для диагностических перчаток буквенных (XS, S, M, L, XL). Размеру XS соответствуют размеры 5,5 и 6, S — 6, 6,5 и 7, M — 7, 7,5 и 8, L — 8 и 8,5.
Существует понятие «улучшенная анатомическая форма», которая представляет собой форму с изогнутыми в ладонную сторону пальцами, снижающая нагрузку не только на большой палец, но и на все остальные.
Стерильность перчатки обеспечивается стерилизацией, то есть полным освобождением от всех видов микроорганизмов, включая бактерии и их споры, грибы, вирионы, а также от прионных белков. Стерилизация может осуществляется термическим, химическим, радиационным, фильтрационным методами, в промышленных объёмах хирургические перчатки стерилизуются химическим (газовая стерилизация этиленоксидом) или радиационным (гамма-излучение) способами. В ЛПУ производится термическая стерилизация нестерильных перчаток. Как радиационная, так и газовая стерилизация абсолютно безопасна для потребителя и одинаково эффективна для удаления микроорганизмов. Зачастую у одного и того же производителя перчатки могут стерилизоваться как гамма-излучением, так и этиленоксидом. Как правило, для подтверждения стерилизации на коробку наносится индикатор, меняющий свой цвет при достаточной интенсивности воздействия и подтверждающий стерильность.
Модификация внутренней или внешней поверхности медицинской перчатки — распространённый процесс, предназначенный для чтобы поверхность стала более гладкой. Модификация внутренней поверхности применяется для облегчения надевания, в том числе на влажные руки, модификация наружной поверхности предназначена для более удобной работы с мелкими инструментами, чтобы соприкасающиеся поверхности пальцев не слипались между собой.
Существует 2 основных способа модификации поверхности: хлорирование (хлоринация) и обработка полимерами.
Хлоринация — это обработка перчатки хлорной кислотой, может быть одинарная или двойная (с двух сторон). В результате хлоринации частицы латекса разрушаются и образуют на поверхности гладкую плёнку. Происходит процесс частичной дегидратации, то есть удаления воды, отчего перчатка кажется более сухой на ощупь. Хлоринация может проводиться как на производственной линии (онлайн-хлоринация), так и путём замачивания перчаток в растворе хлорной кислоты на длительное время. Онлайн-хлоринация — это один из основных способов для предотвращения слипания перчаток между собой после снятия с формы, этот этап заменил в технологическом процессе опудривание. Концентрация хлора в данном случае крайне мала и на свойства перчатки процесс практически не влияет. Двойная хлоринация, приводящаяся в течение длительного времени, в значительной мере изменяет свойства перчатки. Разрушение латексных частиц ведёт к снижению эластичности и растяжимости перчатки. Неконтролируемая длительная хлоринация приводит к появлению интенсивно жёлтого цвета, делает латекс проницаемым для белков и микроорганизмов, следы хлора на поверхности перчатки могут негативно воздействовать как на врача, так и на пациента.
Вместе с тем, увеличение интенсивности воздействия практически не влияет на свойства поверхности — поверхность становится гладкой даже при не очень сильном хлорировании.
Другим способом модификации поверхности является обработка полимерами. Функция полимерного покрытия — улучшить надевание и предотвратить слипание перчатки. Для обработки поверхности может быть использован практически любой полимер, чаще всего используется полиуретан или силикон, ранее успешно использовались гидрогелиевые и акрилатные (нитриловые) покрытия.